# Alexander von Homeyer

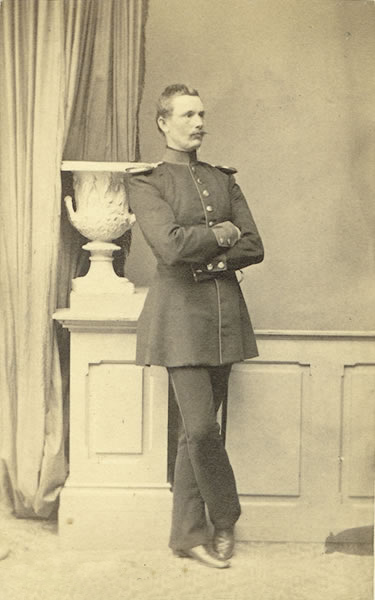
Alexander von Homeyer. Fotografie aus dem Jahr 1861

Alexander von Homeyer (* 19. Januar 1834 in Vorland in Pommern; † 14. Juli 1903 in Greifswald) war ein deutscher Ornithologe und Entomologe.

## Leben
Von Homeyer war der Sohn des Gutspächters Peter Wilhelm von Homeyer (1790–1857) und seiner Ehefrau Luise (geborene von Kahlden), einer Tochter des Georg Philipp Karl von Kahlden, auf Daskow und Grönevitz und dessen Frau Wilhelmine Dorothea (geborene von Schwartzer), sowie ein Neffe des Ornithologen Eugen Ferdinand von Homeyer. Er erhielt den ersten Unterricht im Elternhaus und besuchte anschließend das Gymnasium Stralsund.
In den Kadettenanstalten in Potsdam und in Berlin wurde er auf seine militärische Laufbahn vorbereitet und trat 1852 als Offizier in die Preußische Armee ein. Mit dem schlesischen Füsilierregiment Nr. 38 nahm er 1866 im Deutschen Krieg gegen Österreich an den Schlachten bei Skalitz, Schweinschädel und Königgrätz teil. 1875 avancierte er zum Major im 2. Nassauischen Infanterie-Regiment Nr. 88 und trat 1878 aus gesundheitlichen Gründen in den Ruhestand.
1874 wurde er von der neu gegründeten „Deutschen Gesellschaft zur Erforschung Äquatorial-Afrikas“ in Berlin (Afrikanische Gesellschaften) nach Zentralafrika entsandt, um eine Expedition zu leiten, die von Banda aus in das Landesinnere vordringen sollte, um die Handelswege aufzuspüren und wiederzubeleben, die im ersten Jahrzehnt des Jahrhunderts sogar zu Durchquerungen des Kontinents geführt hatten. Homeyer wurde auf dieser Reise unter anderem von dem k. k. österreichischen Leutnant Anton Lux, dem Botaniker Hermann Soyaux und dem  Forschungsreisenden Paul Pogge begleitet. Die Route führte sie den Kongo hinauf, folgte dem Kwango bis nach Dondo, dann nach Pungo Andongo. Hier erkrankte Homeyer an einem starken Fieber und musste die Reise abbrechen und 1875 die Heimreise nach Europa antreten. Die Leitung der Expedition wurde an Pogge übertragen, der die Reise zum Lundareich fortsetze und am 9. Dezember 1875 die Residenz des Muatajambo (Muata Jamvo, Mwata Yamvo) erreichte.
Homeyer kehrte hingegen mit einer bedeutenden lepidopterologischen Sammlung nach Europa zurück, deren wissenschaftliche Bearbeitung ihn nun zunächst beschäftigte. Er trat erneut in die Armee ein und war dort bis 1878 als Major eingesetzt. Da sich seine in Afrika zugezogene Erkrankung erneut bemerkbar machte, nahm er endgültig seinen Abschied und ließ sich kurzzeitig in Wiesbaden nieder. Anschließend zog er nach Anklam in Pommern, wo er einige Zeit mit dem Ornithologen und Sammler Rudolf Tancré verbrachte. 1889 zog er nach Greifswald, um sich dort seinen wissenschaftlichen Studien zu widmen. Am 6. Juli 1903 erkrankte er an einem schweren mit Gelbsucht verbundenem Leberleiden und starb wenige Tage später. Er war unverheiratet. Mit Rudolf Blasius, der seinen Nachruf verfasste war er seit 1862 bekannt. Sie waren sich auf der 14. Versammlung der Deutschen Ornithologengesellschaft begegnet, die vom 29. September bis 2. Oktober im Hotel Waldkater bei Thale, in Halberstadt und in Braunschweig tagte.

## Sammlung
Homeyer hatte frühzeitig damit begonnen naturwissenschaftlichen Studien durchzuführen und wandte sich bald der Ornithologie zu. Während einer Stationierung in der Garnison in Frankfurt am Main durfte er die ornithologische Sammlung der Senckenberg Gesellschaft für Naturforschung verwalten. Im Jahr 1861 unternahm er eine Reise zu den Balearen, wo er die Fauna, insbesondere die Vogelwelt der westlichen Mittelmeerländer erforschte. Er verfasste wissenschaftliche Abhandlungen hierzu, wodurch er unter Vogelkundlern bekannt wurde. Homeyer wandte sich später auch lepidopterologischen Studien zu. 1874 brachte er von der Expedition in Angola eine Reichhaltige Sammlung von Schmetterlingen mit. Er bereiste später Dänemark, Ungarn, Rumänien, Serbien, Bosnien und Herzegowina um die Tiere zu beobachten und Exemplare, aber auch Vogeleier zu sammeln, da er der Eierkunde eine entscheidende Bedeutung zuschrieb. Seine Privatsammlungen zählte zu den größten seiner Zeit. Allein 14000 Stücke gelangten 1906 in den Besitz der Senckenbergischen Naturforschenden Gesellschaft. Seine Sammelleidenschaft machte ihn auch zum Entomologen und er trug rund 35000 Schmetterlinge zusammen, die ihm in den Jahren 1875 bis 1884 für systematische Studien dienten. Die Eiersammlung belief sich auf rund 9000 Stück.

## Ehrungen
Rudolf Tancré benannte ihm zu Ehren den der Familie der Edelfalter (Nymphalidae) zugehörigen Schmetterling Limenitis homeyeri Tancre, 1881.

## Werke (Auswahl)
Schriften
- Zahlreiche Beiträge zu Vögelt im Journal für Ornithologie und anderen
- Skizzen aus Algier. In: Journal für Ornithologie. 1863, S. 261–269 (archive.org).
- Die Balearen. 1862 (archive.org).
- Zur Wanderung über das Riesengebirge. 1867 (archive.org).

Vorträge
- Über das Reisen im äquatorrialen Westafrika. gehalten am 17. Dezember 1883 vor der geographischen Gesellschaft in Greifswald
- Fünf Tage bei meinem schwarzen Freunde Pepe, dem Könige von Dumba gehalten 13. Februar 1884 vor dem Baltischen Verein in Greifswald (Vortrag für Damen)